# Phénomène mutuel
Un phému est un mot-valise pour désigner un phénomène mutuel des satellites galiléens de la planète Jupiter, c'est-à-dire les éclipses et occultations vues de la Terre entre les satellites galiléens que sont Io, Europe, Ganymède et Callisto. Ces phénomènes surviennent à peu près tous les six ans et s'étalent sur environ douze mois, lorsque le plan de la trajectoire des satellites galiléens contient le rayon Jupiter-Soleil (ce qui signifie que Jupiter est en position d'équinoxe). La dernière vague de phémus a eu lieu en 2021, la précédente en 2015.
Des campagnes de mesures de ces phémus ont été faites sous l'égide du Bureau des longitudes. Ces campagnes sont un des rares moments où les astronomes professionnels demandent aux amateurs de les aider dans leurs travaux. Les dernières campagnes sont PHÉMU-79, PHÉMU-85 et PHÉMU-91. Les résultats sont une amélioration de la théorie de leur mouvement, et on peut lire un compte-rendu de l'amélioration du modèle sur le site de l'IMCCE  (nouvelle appellation du Bureau des longitudes).

Animation de Jupiter du 12 février 2015 et projection de l'ombre du satellite Io sur le satellite Ganymède (instrument Celestron 14, image William Pellissard).